# Кубок Португалії з футболу 2000—2001
Кубок Португалії з футболу 2000–2001 — 61-й розіграш кубкового футбольного турніру в Португалії. Титул вдруге поспіль здобув Порту.

## Календар
| Раунд           | Дата матчів                                                         | Матчі | Клуби     |
| --------------- | ------------------------------------------------------------------- | ----- | --------- |
| Перший раунд    | 10 вересня 2000                                                     | 70    | 230 → 160 |
| Другий раунд    | 1 жовтня 2000                                                       | 62    | 160 → 98  |
| Третій раунд    | 1 листопада 2000                                                    | 40    | 98 → 58   |
| Четвертий раунд | 25 листопада 2000 - 24 січня 2001, 29 листопада 2000 (перегравання) | 29+1  | 58 → 29   |
| П'ятий раунд    | 20 грудня 2000 - 31 січня 2001, 3-9 січня 2001 (перегравання)       | 14+2  | 29 → 15   |
| Шостий раунд    | 16 січня - 7 лютого 2001, 23 січня - 7 лютого 2002 (перегравання)   | 7+2   | 15 → 8    |
| 1/4 фіналу      | 11-12 лютого 2001                                                   | 4     | 8 → 4     |
| 1/2 фіналу      | 21-22 березня 2001                                                  | 2     | 4 → 2     |
| Фінал           | 10 червня 2001                                                      | 1     | 2 → 1     |

## Четвертий раунд
| Команда 1               | Рахунок | Команда 2              |
| ----------------------- | ------- | ---------------------- |
| 25 листопада 2000       |         |                        |
| Уніан Ламаш (2)         | 0:3     | Спортінг (Лісабон)     |
| 26 листопада 2000       |         |                        |
| Уніан Лейрія            | 1:0     | Ештрела (Амадора)      |
| Фаренсе                 | 2:1     | Іморталь (2)           |
| Насіунал (Фуншал) (2)   | 3:0     | Салгейруш              |
| Порту                   | 2:1     | Атлетіку (Лісабон) (3) |
| Морейренсі (2)          | 4:3     | Віторія (Гімарайнш)    |
| Фатіма (3)              | 0:1     | Белененсеш             |
| Марітіму                | 3:0     | Каза Піа (3)           |
| Жил Вісенте             | 1:0     | Баррейренсі (3)        |
| Авеш                    | 7:2     | Васку да Гама (4)      |
| Футебол Бенфіка (4)     | 0:1     | Пасуш-де-Феррейра      |
| Навал (2)               | 0:2     | Ріу Аве (2)            |
| Оваренсі (2)            | 1:2     | Фелгейраш (2)          |
| Академіка (Коїмбра) (2) | 1:2     | Лейшойш (3)            |
| Лоулетану (3)           | 3:1     | Віторія (Сетубал) (2)  |
| Леса (2)                | 2:1     | Ліша (4)               |
| Варзін (2)              | 4:0     | Агілас (Камарате) (4)  |
| Маріньєнсі (3)          | 0:1     | Фейренсі (3)           |
| Гондомар (3)            | 0:0 дч  | Олівейренсе (3)        |
| Інфешта (3)             | 3:0     | Калдаш (3)             |
| Фамалікан (3)           | 1:0     | Спортінг (Ковілья) (3) |
| Пеналва (4)             | 1:2 дч  | Браганса (3)           |
| Сакавененсі (4)         | 0:1     | Пенафієл (2)           |
| Алверка                 | 2:1     | Лузітано де Евора (3)  |
| Брага                   | 1:2     | Ештуріл-Прая (3)       |
| Боавішта (Порту)        | 6:1     | Фреамунде (2)          |
| Кампумайоренсі          | 0:1     | Бенфіка                |
| Санжуаненсі (3)         | -:+     | Бейра-Мар              |
| 24 січня 2001           |         |                        |
| Олівейра-де-Фрадеш (4)  | 1:4     | Амора (4)              |

Перегравання
| Команда 1         | Рахунок | Команда 2    |
| ----------------- | ------- | ------------ |
| 29 листопада 2000 |         |              |
| Олівейренсе (3)   | 1:0     | Гондомар (3) |

## П'ятий раунд
Клуб Насіунал (Фуншал) пройшов до наступного раунду після жеребкування.
| Команда 1          | Рахунок | Команда 2         |
| ------------------ | ------- | ----------------- |
| 20 грудня 2000     |         |                   |
| Марітіму           | 1:0 дч  | Уніан Лейрія      |
| Боавішта (Порту)   | 3:0     | Авеш              |
| 21 грудня 2000     |         |                   |
| Алверка            | 1:1 дч  | Пасуш-де-Феррейра |
| 23 грудня 2000     |         |                   |
| Леса (2)           | 0:0 дч  | Фаренсе           |
| 30 грудня 2000     |         |                   |
| Спортінг (Лісабон) | 4:1     | Лейшойш (3)       |
| Фамалікан (3)      | 3:2 дч  | Белененсеш        |
| Жил Вісенте        | 1:0     | Олівейренсе (3)   |
| Пенафієл (2)       | 1:0     | Інфешта (3)       |
| Браганса (3)       | 2:0     | Варзін (2)        |
| Фейренсі (3)       | 0:2     | Морейренсі (2)    |
| Фелгейраш (2)      | 0:3     | Порту             |
| 3 січня 2001       |         |                   |
| Лоулетану (3)      | 1:3     | Бенфіка           |
| 31 січня 2001      |         |                   |
| Ештуріл-Прая (3)   | 3:0     | Амора (4)         |
| Санжуаненсі (3)    | 0:1     | Ріу Аве (2)       |

Перегравання
| Команда 1         | Рахунок | Команда 2 |
| ----------------- | ------- | --------- |
| 3 січня 2001      |         |           |
| Фаренсе           | 4:2     | Леса (2)  |
| 9 січня 2001      |         |           |
| Пасуш-де-Феррейра | 3:2     | Алверка   |

## Шостий раунд
Клуб Пасуш-де-Феррейра пройшов до наступного раунду після жеребкування.
| Команда 1          | Рахунок | Команда 2             |
| ------------------ | ------- | --------------------- |
| 16 січня 2001      |         |                       |
| Фамалікан (3)      | 2:1     | Жил Вісенте           |
| Спортінг (Лісабон) | 3:3 дч  | Насіунал (Фуншал) (2) |
| 17 січня 2001      |         |                       |
| Фаренсе            | 0:1 дч  | Марітіму              |
| Бенфіка            | 1:1 дч  | Порту                 |
| Пенафієл (2)       | 0:1     | Боавішта (Порту)      |
| 7 лютого 2001      |         |                       |
| Браганса (3)       | 3:2     | Ріу Аве (2)           |
| Морейренсі (2)     | 5:2     | Ештуріл-Прая (3)      |

Перегравання
| Команда 1             | Рахунок | Команда 2          |
| --------------------- | ------- | ------------------ |
| 23 січня 2001         |         |                    |
| Порту                 | 4:0     | Бенфіка            |
| 7 лютого 2001         |         |                    |
| Насіунал (Фуншал) (2) | 0:2     | Спортінг (Лісабон) |

## 1/4 фіналу
| Команда 1         | Рахунок | Команда 2          |
| ----------------- | ------- | ------------------ |
| 11 лютого 2001    |         |                    |
| Пасуш-де-Феррейра | 1:2 дч  | Марітіму           |
| Браганса (3)      | 1:2     | Порту              |
| Морейренсі (2)    | 1:2     | Боавішта (Порту)   |
| 7 лютого 2001     |         |                    |
| Фамалікан (3)     | 1:3     | Спортінг (Лісабон) |

## 1/2 фіналу
| Команда 1        | Рахунок | Команда 2          |
| ---------------- | ------- | ------------------ |
| 21 березня 2001  |         |                    |
| Боавішта (Порту) | 0:1     | Марітіму           |
| 22 березня 2001  |         |                    |
| Порту            | 2:1 дч  | Спортінг (Лісабон) |

## Фінал
| 10 червня 2001 |

| Порту                  | 2:0      | Марітіму |
| ---------------------- | -------- | -------- |
| Пенья 13' Аленічев 79' | Протокол |          |

| Національний стадіон (Жамор), Оейраш Арбітр: Жорже Короаду |